# Justicia ambiental

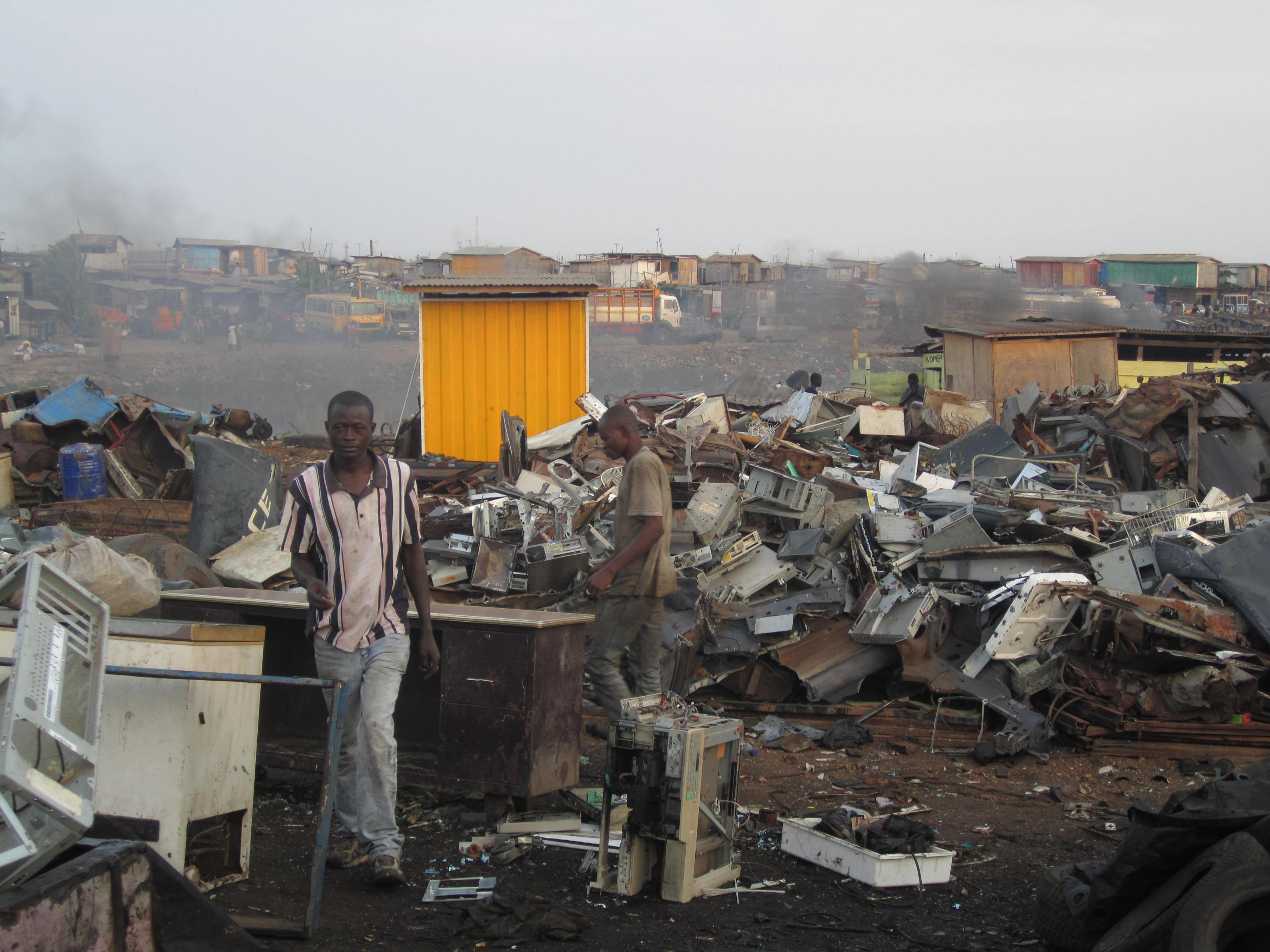
Trabajadores de bajos ingresos en Ghana reciclando desechos de países de altos ingresos, con condiciones de reciclaje que contaminan fuertemente el área de Agbogbloshie.

El concepto de justicia ambiental aplica las teorías de la justicia al campo del medio ambiente y la ecología. Se deriva de la consideración del medio ambiente y los servicios del ecosistema como elementos del bien común.
Este concepto se refiere a la distribución equitativa de las cargas y beneficios en el uso y aprovechamiento de los bienes naturales de interés común, tales como el agua y el aire.Implica que hay derechos de acceso a la naturaleza para todos: individuos, familias, comunidades, empresas y otros grupos humanos en relación con el medio ambiente considerado como un bien común, pero a cambio de deberes y obligaciones legales. De acuerdo con el filósofo Fabrice Flipo (2022), y basado en el Informe sobre el Desarrollo Humano del Programa de Naciones Unidad para el Desarrollo (PNUD), «en ausencia de terceros capaces de administrar justicia, los más fuertes exceden sus derechos y evaden a sus deberes, constituyendo poco a poco potentados privados. Por lo tanto, como era de esperar, las normas actuales conducen a un aumento global de las desigualdades».
Estos deberes u obligaciones a menudo se agrupan en la noción de responsabilidad social y ambiental, bajo la premisa de que la libertad para explotar el medio ambiente se detiene donde amenaza a los demás, por tanto, es obligatorio no sobreexplotar un recurso. Asimismo, se enmarcan en la consideración de que el medio ambiente (biodiversidad, hábitats naturales, diversidad genética) estaría en sí mismo amenazado por las actividades humanas.
El concepto de justicia ambiental también invita a pensar e implementar medidas de reducción, reparación y compensación cuando el daño ecológico no puede evitarse, lo que a veces puede requerir o justificar una cierta "interferencia ecológica".
La justicia ambiental también puede aplicarse a la distribución equitativa de los beneficios de las actividades que causan el cambio climático y las cargas de sus impactos.En tal contexto, a veces se habla de injusticia y/o justicia climática.

## Generalidades e historia del concepto
El concepto de equidad social y ambiental aparece en el análisis de la tragedia de los comunes aplicado en el tercermundismo y en muchos análisis críticos de la colonización y la esclavitud, aunque apareció fuertemente asociada con el medio ambiente o la ecología solo alrededor de 1990-1992 con su formalización internacional en la Cumbre de la Tierra de Río de Janeiro (1992) y en foros paralelos liderados por organizaciones no gubernamentales y la sociedad civil.
Estas nociones surgieron desde la década de 1970 hasta la década de 1990, a medida que la deuda externa de los países en desarrollo continuaba creciendo, en paralelo con la construcción del derecho ambiental a escala local, regional y global. Esto contribuyó a la formación gradual de una conciencia sobre la vulnerabilidad del patrimonio natural y sobre la existencia de una deuda ecológica por parte del llamado "norte global" hacia el "sur global", referida al desequilibrio en el uso de los recursos naturales y la contaminación producida. Esta deuda no es monetaria, sin embargo, se ve agravada por la deuda financiera que mantiene el sur global.
En los Estados Unidos, el concepto «justicia ambiental» comenzó a utilizarse a principios de la década de 1980, relacionado a menudo con el movimiento por los derechos civiles y con el apoyo de algunas iglesia. Surgió a partir de la observación de que las fábricas contaminantes, el almacenamiento y tratamiento de los vertidos de residuos peligrosos afectaban más a menudo y más directamente a las poblaciones donde residían las personas más pobres y vulnerables, principalmente amerindias y afroamericanas.Para referirse a este tema, el investigador Benjamin  Chavis acuñó en 1987 el término "racismo ambiental" en un informe titulado "Residuos tóxicos y la raza en los Estados Unidos".
En 1994, a la Agencia de Protección Ambiental de Estados Unidos (EPA) se le encargó la misión oficial de detectar y, de ser posible, reducir las "injusticias ambientales" que cubrían la discriminación racial y social.
A principios de la década de 2000, este concepto todavía se discutía poco en la literatura académica y se presentaba escasamente en las políticas públicas. Según J Theys, a principios de la década de 2000, las desigualdades ecológicas seguían siendo una «dimensión olvidada de la acción pública» y las preocupaciones sociales y ambientales son ignoradas por los demás.
Si bien el contenido central del concepto de justicia ambiental se relaciona con la justicia distributiva, existen otros aspectos que escapan a esta última y se han incorporado al debate. Algunos autores sostienen, por ejemplo, que la desproporción en las cargas ambientales es realmente un efecto y no una causa de la injusticia ambiental, y que esta se expresa principalmente en la falta de oportunidades, participación política y reconocimiento por parte de quienes sufren.
Así, la EPA define la justicia ambiental como el tratamiento justo y la participación significativa de todas las personas independiente de su raza, color, origen nacional, cultura, educación o ingreso respecto al desarrollo y aplicación de leyes, reglamento o políticas ambientales.
La justicia puede permitir ciertas desigualdades "positivas", justificando así en las negociaciones internacionales, mayores esfuerzos de parte de los países más ricos, mientras se da tiempo adicional a los países pobres, los cuales, de hecho, contaminan en gran medida por los servicios y productos que ofrecen a los países ricos.

## Doble dimensión, geoespacial y temporal
La justicia ambiental se refiere tanto a la igualdad de oportunidades en términos de acceso sostenible a los recursos naturales vitales entre las regiones ricas y pobres del mundo, así como a un intercambio más "justo" y un peso equitativo de la deuda ecológica y su amortización en el ámbito territorial, geográfico y biogeográfico.
Estas acepciones corresponden a la dimensión espacial o geoespacial de la justicia ambiental. Dicha dimensión no se basa necesariamente en las fronteras geográficas, sino un nuevo "espacio ecológico", que sería la biósfera y algunos de sus subconjuntos biogeográficos, donde las desigualdades ambientales a menudo también son desigualdades territoriales. Esta dimensión espacial incluye a los paisajes que son cada vez más aprehendidos según los principios de la ecología del paisaje, tal como regiones agrícolas e industriales, con lo que son vistos como sujetos de justicia ambiental.
La dimensión espacial también considera las brechas "norte-sur",lo que se refiere a los desequilibrios entre los llamados "norte global" y "sur global" en cuanto a las responsabilidades por el cambio climático, considerando el consumo desigual de recursos, la emisión de gases de efecto invernadero y la generación de desechos,siendo las naciones desarrolladas quienes más han contribuido a la crisis climática.De igual forma, hace hincapié en la desigualdad de riqueza y tecnologías, las cuales influyen en la capacidad de adaptación al cambio climático en los diferentes territorios.
Por otra parte, el concepto de justicia ambiental también tiende a adquirir una fuerte dimensión temporal, como parte de la adopción progresiva de los principios de desarrollo sostenible y la equidad intra e intergeneracional. Esto último se refiere a las responsabilidades morales compartidas entre distintas generaciones,actuales y futuras, lo que lleva a hablar de justicia ambiental para las futuras generaciones.En el folleto Save the Children (2021) se recomienda que se escuche más la voz de la próxima generación en la defensa de sus derechos ambientales, que están siendo vulnerados.

## Campos y áreas temáticas
Entre los principales problemas abordados por la justicia ambiental se encuentran:
- Una "justicia más justa", lo que implica un mejor reconocimiento de los derechos y la equidad ambiental;[29]
- el acceso equitativo y compartido a los recursos naturales y el desarrollo sostenible[30] para el desarrollo ecológico,[31] lo que significa satisfacer las necesidades vitales del desarrollo humano tanto a nivel individual como social;
- la reducción de las desigualdades ecológicas,[32] que implica especialmente el desarrollo de la solidaridad ecológica[33] y de la solidaridad en general, ya que las desigualdades sociales y ecológicas a menudo combinan sus efectos;[34]
- una repartición equitativa del pago de la deuda ecológica;
- un vínculo mejor entendido entre el respeto y la restauración del medio ambiente, y sus impactos sociopolíticos, sanitarios, alimentarios, entre otros;
- la lucha contra la apropiación de los recursos naturales por parte de algunos en perjuicio de otros y de la biodiversidad;
- la lucha contra la biopiratería, incluida la patentación de organismos vivos, genes y conocimientos tradicionales;
- el reconocimiento de los derechos ambientales como derechos humanos.[35]
- la justicia intergeneracional, considerando que niñas y niños son quienes se ven más afectados por la crisis ambiental.

## Limitaciones

### Polisemia
El concepto de justicia ambiental aún es joven y polisémico. Desde los años 1990 a 2010, muchos actores han reivindicado la justicia ambiental, pero no siempre utilizan el mismo término y existen variaciones en su significado. Esta polisemia se explica en particular por el hecho de que las representaciones culturales acerca de la naturaleza son todavía muy variadas.
Asimismo, las políticas ambientales "justas" implicarían «la identificación y el mapeo de las injusticias, la articulación de las diferentes escalas y actores involucrados, y la definición de espacios preocupantes». Para ser operativo, esta forma de justicia debe basarse en un cuerpo de ley todavía incompleto y ser definida o redefinida para cada escala espacial y temporal, entendiendo que existen diferentes injusticias en territorios cuyos entornos difieren. La noción de desigualdad ecológica se entiende de manera diferente según los actores.

### Barreras de acceso a la justicia ambiental
Otra de las limitaciones corresponde al acceso a la justicia en asuntos ambientales, entendido como  la posibilidad que tiene toda persona para acceder a los órganos jurisdiccionales y administrativos para hacer valer sus derechos y que éstos les sean efectivamente garantizados por el Estado.Bajo esta acepción, las limitaciones refieren a dónde y cuándo comienza a estar presente en las legislaciones nacionales. Por ejemplo, las comunidades indígenas, pobres o aisladas a menudo están pobremente representadas en los tribunales o no conocen sus derechos.
Por otra parte, para ser llevado ante un tribunal u otro órgano administrativo, el daño ecológico o ambiental generalmente debe caracterizarse con bastante precisión, lo que a veces se vuelve difícil cuando se debe a efectos indirectos o sinérgicos, o bien, puede verse obstaculizado debido a impedimentos taxonómicos o a la falta de recursos humanos y financieros dedicados a inventariar la biodiversidad, y la protección de especies y hábitats, especialmente en algunos países áreas pobres o aisladas.
Ante este problema jurídico, algunos autores como Paulo César Delgado Neyra sostienen que los daños ambientales deben ser analizados bajo el principio de prevención del daño y el principio precautorio, con lo cual la certeza del daño ambiental se diluye o relativiza, dando lugar a la verosimilitud. En el mismo sentido, la causalidad del daño debe abordarse desde la posibilidad en lugar de la exactitud, con lo que se realiza un juicio retrospectivo de idoneidad o simple probabilidad.

### Justicia Intergeneracional
Otra de las limitaciones se relaciona con las dificultades para la aplicación de la justicia intergeneracional, dado que las generaciones futuras no tienen representantes directos por definición. Esto ocasiona que a veces están pobremente defendidas del daño que tendrán que soportar debido a las actividades humanas "insostenibles" del pasado y presente.